# Biblioteca Can Torró
La Biblioteca Can Torró és una biblioteca pública d´Alcúdia a Mallorca (Espanya). Es va inaugurar el 1990 en una associació entre el municipi i la Bertelsmann Stiftung. La Biblioteca Municipal de Gütersloh va servir de model. Des de 1997, la ciutat d'Alcúdia és l'únic patrocinador de la biblioteca.

## Història
A finals de la dècada del 1970, es va començar a planificar a Gütersloh una moderna biblioteca municipal amb una estructura de tres parts. La ciutat va col·laborar amb la "Bertelsmann Stiftung", que va donar suport al projecte des del punt de vista conceptual, financer i organitzatiu, i encara avui és accionista minoritària. La nova Biblioteca Municipal de Gütersloh es va inaugurar finalment el 1984.
A la dècada de 1980, també es van plantejar idees similars a Alcúdia, un municipi de mida mitjana al nord de l'illa de Mallorca. Liz i Reinhard Mohn, que durant molts anys van tenir vincles privats amb la regió de les vacances, van donar suport al projecte. La biblioteca havia de convertir-se en un centre cultural i de comunicació de la comunitat. Una de les tasques principals de la biblioteca era promoure la lectura. La Bertelsmann Stiftung va invertir prop d'un milió d'euros en la construcció de la biblioteca.
Una vila del segle XIV, àmpliament reformada, va servir d'emplaçament. El maig del 1990, la Biblioteca Can Torró va obrir les portes i es va convertir en un centre cultural per a la comunitat. Al cap d'un any, el 25% dels ciutadans van prendre prestats els mitjans, i es va comptabilitzar una mitjana de 3.700 visites al mes. L'any 1997, el Ayuntamiento de Alcudia va assumir la responsabilitat exclusiva de la Biblioteca Can Torró. El motiu va ser un canvi a la llei que va dificultar la gestió d'una fundació.
El 2009, la Biblioteca Can Torró va experimentar la seva major ampliació fins ara. Amb l'establiment d'una segona seu al Port d'Alcúdia, els residents de la ciutat portuària adjacent a Alcúdia van tenir accés als mitjans i als serveis de la biblioteca.

## Fundació
La Biblioteca Can Torró està gestionada per la Fundació Biblioteca Can Torró, una fundació creada el 1989, reconeguda com a organització sense ànim de lucre, que es finança principalment amb donacions i altres aportacions, també del sector públic.
Els coneixements adquirits en el desenvolupament de la Biblioteca Can Torró es van utilitzar en projectes de la Fundació Bertelsmann, que volia implantar modernes estructures administratives i de gestió a altres biblioteques espanyoles. La Fundació Bertelsmann és una fundació filial de la Bertelsmann Stiftung creada el 1995.